# Začátek (Upíří deníky)
Začátek (v anglickém originále Pilot) je pilotní díl amerického televizního seriálu Upíří deníky. Premiérově byl vysílán 10. září 2009 na stanici The CW, v Česku 31. května 2012 na stanici Nova. Scénář dílu napsali tvůrci seriálu Kevin Williamson a Julie Plec, režíroval jej Marcos Siega.

## Děj
Na začátku epizody jede v noci mladý pár autem, když tu někoho srazí. Sraženou osobou je upír, který je oba zabije. 
V malém městě Mystic Falls se nemohou Elena Gilbert (Nina Dobrev) a její bratr Jeremy (Steven R. McQueen) vyrovnat se skutečností, že jejich rodiče nedávno zemřeli, a proto se o ně stará teta Jenna (Sara Canning). Problém je, že se chová spíše jako jejich kamarádka než matka. Elena se emočně uzavřela poté, co se rozešla se svým přítelem Mattem a Jeremy propadne drogám.
Ve škole Elena narazí na nového studenta Stefana Salvatora (Paul Wesley), který přitahuje její pozornost.
Dívka jde na hřbitov navštívit své nedávno pohřbené rodiče. Ve chvíli, kdy píše deník, se objeví podivná vrána a všechno náhle pokrývá mlha. Elena začne utíkat a přitom deník upustí. Poté, co upadne, zraní se a opět vstane, spatří Stefana. Když podivný student ucítí krev z její rány, najednou zmizí. Večer jde k Eleně domů, aby se jí omluvil za náhlé zmizení a deník jí vrátí.
U něho doma se mezitím jeho strýc Zach (Chris William Martin) který se poté, co viděl zprávy o páru napadeném zvířetem domnívá, že za útokem stojí Stefan. Ví totiž, že je upír. Má na něho tedy dvě otázky: proč se vrátil a proč spáchal tu vraždu. Stefan popírá, že měl s útokem co do činění a odchází na večírek, kterého se zúčastní i Elena.
Na večírku se Bonnie (Kat Graham) svěřuje Eleně, že když se jí dotkne, má vidinu poletující vrány. Posléze potká Stefana a má z něj divný pocit.
Po nedlouhé době najde Jeremy v lese dívku údajně pokousanou neznámým zvířetem. Vyjde najevo, že jde o Mattovu sestru Vicki (Kayla Ewell). Stefan si brzy uvědomí, že ve městě musí být ještě nějaký jiný upír zodpovědný za prozatímní tři útoky. Ihned běží domů tento fakt zkonzultovat se Zachem. Než to však stačí dopovědět, do domu vstoupí jeho bratr Damon (Ian Somerhalder).
Stefan se svého bratra zeptá, proč se vrátil do Mystic Falls navzdory jeho nechuti vůči městu. Damon odpoví, že je zde kvůli Eleně, která se podobá dívce jménem Katherine, jejíž fotku si Stefan schovává již od roku 1864. Poté se snaží Stefana přesvědčit k tomu, aby se na Eleně nakrmil. Začnou mezi sebou soupeřit, avšak Damon je ale mnohem silnější - snad jen proto, že se živí lidskou krví. Souboj tedy skončí Stefanovou porážkou.
Mezitím se v nemocnici probudí Vicki a prozradí Mattovi, že nebyla napadena zvířetem, nýbrž upírem.

## Produkce
Kevin Williamson měl zpočátku malý zájem na vývoji série. Předpokládal, že děj je příliš podobný jiným příběhům o upírech. Nicméně na naléhání Julie Plec začal tyto romány číst: „Začal jsem si uvědomovat, že to byl příběh o malém městě, o podbřišku tohoto města a o tom, co se skrývá pod povrchem.“ Williamson uvedl, že příběh města bude hlavním zaměřením seriálu spíše než střední školy. 
6. února 2009 Variety oznámila, že CW natočí pilotní epizodu pro Upíří deníky s Williamsonem a Julie Plec jako hlavními scenáristy a vedoucími producenty. 19. května 2009 byla série oficiálně objednána pro sezónu 2009–2010.
Pilotní epizoda byla natočena ve Vancouveru v Britské Kolumbii, ale zbytek se točil v Covingtonu v Georgii (použito jako smyšlené městečko Mystic Falls ve Virginii) a různých dalších komunitách v okolí Velké Atlanty).

## Hudba
V pilotní epizodě zazní písně:
- „Sort Of“ od Silversun Pickups
- „Here We Go“ od Mat Kearney
- „Stefan's Theme“ od Michael Suby
- „Consoler of the Lonely“ od The Raconteurs
- „Take Me To the Riot“ od Stars
- „Say (All I Need)“ od OneRepublic
- „Thinking of You“ od Katy Perry
- „Kids“ od MGMT
- „Death“ od White Lies
- „Running Up That Hill“ od Placebo
- „Better Off That Way“ od Quickie
- „Siren Song“ od Bat for Lashes
- „Back To Me“ od The All-American Rejects
- „Never say never“ od The Fray

- „Seven Nation Army“ od The White Stripes

## Ohlas

### Hodnocení
Počátečních 30 minut epizody sledovalo 4,713 milionu diváků, přičemž na druhou polovinu hodiny bylo naladěno 5,100 milionů diváků, čímž se celkový počet diváků zvýšil na celkem 4,906 milionů diváků. Plus „the Live + 7 DVR Ratings“ zaznamenali ještě vyšší skóre – 5,7 milionu diváků. Do data je to nejsledovanější epizoda v historii pořadu.

### Recenze
Dan Phillips z IGN dal epizodě 7/10 a porovnal ji s filmem Twilight a sérií Dawson's Creek.  
Alyse Wax z Fear Net uvedla, že tato show „stojí za zhlédnutí“ se „silným obsazením“ a byla „příjemně překvapená“. „Upřímně jsem si myslela, že to bude další seriál pro dospívající mládež na jedno použití, vydělávající na úspěchu Twilight. Ale s Kevinem Williamsonem u kormidla určitě stoupá kvalita show. Pilotní epizody jsou notoricky slabé: musí sestavit celé obsazení postav, scénář epizody a často mají výrazně méně času a zdrojů než standardní díl sérií. Pilotní díl Upířích deníků si dal čas na čas – Damon nebyl představen až do posledního dějství.“ 
Liana Aghajanian z Mania dala epizodě dobré ohodnocení a řekla, že „není tak špatná, jak si myslíte“ a prohlásila: „Pro všechny její podobnosti s jinými současnými upírskými dramaty, poněkud stojícím dialogem a těžko uvěřitelné strašící taktice se Upíří Deníky zasazovaly o publikum, které zůstane věrné show bez ohledu na to, kolikrát už viděli kousnutí, kameru a akci.“ 
Cheril Vernon z Crushable také dala epizodě také dobré hodnocení a řekla, že to bylo “občas děsivé” a s “výbornými podpůrnými postavami”. 